# Аланя Валсезия
Ала̀ня Валсѐзия (на италиански: Alagna Valsesia; на пиемонтски: Alagna, Аланя) е село и община в Северна Италия, провинция Верчели, регион Пиемонт. Разположено е на 1191 m надморска височина. Населението на общината е 417 души (към 2014 г.).